# Авионосни крайцери проект 1143
Проект 1143 (шифър „Кречет“, код на НАТО: Kiev class) са тип авионосни противолодъчни крайцери на ВМФ на СССР, който е създаден като продължение на серията кораби от проекта 1123 „Кондор“.

## История
Още преди началото на Великата Отечествена война в Съветския съюз започва разработката на собствен пълноценен самолетоносач с водоизместимост до 35 000 т, но до така и не се стига до построяване. След войната адмиралът на флота Николай Кузнецов успява да включи в плановете по проектирането на кораби за 10 години напред самолетоносачи, но проекти на самолетоносачи така и не се появяват. Към края на 1960-те години в СССР вече съществуват два противолодъчни крайцера от проекта 1123 „Кондор“. В същото време, след показването пред правителството на прототипа на Як-36, благодарение на старанията на Дмитрий Устинов започва проектирането на нов противолодъчен кораб с авиационно въоръжение. В резултат на това се появява постановлението на правителството от 2 септември 1968 г., № 685 – 251, за прекратяването на строителството в Черноморския корабостроителен завод в гр. Николаев на крайцера от проекта 1123.3 и за начало на строителството на противолодъчния крайцер от проекта 1143 „Кречет“ с авиационно въоръжение. В задачите на новите кораби трябва да влязат:
- противовъздушната отбрана на кораба и (или) групата кораби, съпровождани от него;
- осигуряване на безопасността на подводните крайцери със стратегическо предназначение в районите на бойно патрулиране;
- издирване и унищожаване на подводните лодки на противника в състава на противолодъчна група;
- откриване, съпровождане и унищожаване на надводните сили на противника;
- обезпечаване на стоварването на морски десант.

По инициатива на Невското ПКБ започва работа по няколко варианта за кораба. От предложените варианти е избран проекта, максимално съвместим с корабите на предишния проект 1123, а той е утвърден на 30 април 1970 г.

## Описание
Новият противолодъчен крайцер е построен частично по класическите авиационни канони: острова е изместен надясно от осевата линия на кораба, полетната палуба има конзолна тераса, на която са разположени площадките за излитане и кацане. Хангара за съхраняване на авиокрилото, имащ размери 130 м x 22,5 м x 6,6 м, е разположен под полетната палуба на кораба. За изваждане на ЛА се използват два самолетоподемника. Въпреки това, има и съществена разлика – носовата палуба не е полетна и е напълно заета от въоръжението. Операциите по излитане и кацане се осъществяват само от ъгловата палуба.
В носовата част на кораба и зад надстройката е разположено въоръжението. На носовата и занадстроечната част са поставени ЗРК „Шторм“ и 76-мм артилерийски установки АК-726, ЗРК за близък бой „Оса-М“ е разположен по левия и десния бордове. За усилване на отбраната на кораба разположението на 30-мм ЗАК АК-630 е направено кръгово. За ударните цели на ПРК служат 2 комплекс „Базалт“. За борба с подводните лодки на противника се използват: 2 ракетни комплекса „Вихрь“, 2 ракетно-бомбови установки РБУ-6000, 2 петтръбни 533 мм торпедни апарата, разположени в специални затваряеми ниши побордно.
В проекта е реализиран първият в историята на съветското корабостроене навигационен комплекс за надводни кораби на Бакинския електромеханичен институт. За параметрите на проекта говори следващата информация.

Приборите на комплекса са произведени в заводи по цялата страна. БЕМИ ги комплектова в едно цяло. Сърцето на навигационния комплекс „Салгир-1143“ се явява навигационната цифрова изчислителна система НЦВС „Стрельна-1“. Двигателят на това сърце е цифровата изчислителна машина ЦВМ „Азов“. Тази универсална ЦВМ за различните системи с военно преназначение се произвежда в Казан. Алгоритмите за навигационните задачи са разработени в НИИ-9 гр. Ленинграда. Пулта за управление на НЦВС и програмите са разработени и изпробвани в БЕМИ. Системата за курсоуказание се състои от два жирокомпаса „Маяк“, два хироазимутхоризонта ХАХ „Минута“ и системата за изчисляване на курса „Сумгаит“. ЖК и ХАХ са произведени в Свердловск, „Сумгаит“ в БЕМИ. Скоростта се измерва чрез двумерен индукционен лаг „Катех-С“. Той измерва и ъгъла на дрейф. Система за автоматично задаване на курса „Самара“. За приемане на информация от радионавигационните системи „Маршрут“, „Брас“. „Декка“, „РСДН-3“, Лоран-А, Лоран-С има приемоиндикатори КПФ-3К, „Пирс-1“, КПИ-6Ф. Приемоиндикаторите за радионавигационните системи се произвеждат в Ленинград, а системата за документиране на навигационните параметри в Ереван. За измерването на височините и азимутите на небесните светила и бреговите ориентири се използва радиооптическия секстант „Нарва“, който се произвежда в Ленинград от предприятието „Електроприбор“ съвместно с ГОМЗ. Аптрооптическите пеленгатори АОП „Сулак“ се произвежда в БЕМИ. За определене на мястото и елементите на движението на целите се използва информация от двуантенната навигационна РЛС „Вайгач“, която се произвежда в Ростов на Дон.
За решаване на бойните задачи на кораба са базирани до 36 летателни апарата: СВИК Як-38, а също вертолетите Ка-25 и Ка-27. Много проблеми трябва да се решат за тяхното подсигуряване с оперативни материали. На кораба са разположени съдове за ГСМ и допълнителни помещения за авиационните боеприпаси. С времето командирите на корабите се убеждават от безполезността в южните ширини на палубните самолети с вертикално излитане, тъй като те при високи температури и влажност не могат да се отлепят от палубата.
Всичко са построени четири кораба от подобен тип:
- „Киев“ (главен кораб на проекта 1143) – заложен през 1970 г.
- „Минск“ (проект 1143.2) – заложен през 1972 г.
- „Новоросийск“ (проект 1143.3) – заложен през 1975 г.
- „Баку“ (проект 1143.4) – заложен през 1978 г.

Също в състава на проекта 1143 влизат и три кораба, фактически явяващи се последваща негова еволюция. Основното различие се явява възможността за излитане и кацане на самолетите по традиционната схема. За това крайцерите имат значително удължена полетна палуба (за сметка на освобождаването ѝ от ракетно-артилерийско въоръжение) и трамплин за излитане на самолетите.
- „Адмирал Кузнецов“ (проект 1143.5) – заложен през 1981 г.
- „Варяг“ (проект 1143.6) – заложен през 1985 г.
- „Уляновск“ (проект 1143.7) – заложен през 1988 г.

Освен това, проекта „Уляновск“ се отличава от предшествениците с наличието на ядрена силова установка и парови катапулти (ТАКР „Уляновск“ е разкомплектован на стапела през 1992 г. поради тежката икономическа обстановка, създадена след развалянето на СССР).

## Оценка на проекта
Авионосните крайцери от проекта 1143 са първите в съветския флот кораби, от които могат да се експлоатират самолети. Те представляват значителна стъпка напред в сравнение с предшестващите противолодъчни крайцери-вертолетоносачи от проекта 1123.
Въпреки това, крайцерите от проекта 1143 е трудно да бъдат смятани за напълно удачни. При значителните размери на корабите (до 45000 тона пълна водоизместимост), техните авиационни възможности са доста ограничени. Съставляващия основата на авиогрупата щурмовик СВИК Як-38, за разлика от близкия по полетни характеристики английски Hawker Siddeley Harrier, няма бордова РЛС. Поради това Як-38 е практически неспособен за участие във въздушен бой, изключая ситуацията сближаване на дистанция за визуално близост. Освен това, гамата на бордовото ракетно въоръжение на Як-38 е представена само от сравнително недалекобойни ракети, което прави използването му кораби или брегови обекти с мощна ПВО доста опасно занятие. В определена степен, слабостта на ударната авиация на крайцерите от проекта 1143 се компенсира от неговия мощен арсенал от противокорабни ракети, но да се компенсира неспособността на Як-38 да води въздушен бой се оказва невъзможно.
В резултат, реалната бойна мощ на авиогрупата на крайцерите от проекта 1143 практически не превишава бойните възможности на авиогрупата на много по-малкият британски лек самолетоносач от типа „Инвинсибъл“ и значително отстъпват на възможностите на авиогрупата на сравнимите им по размери френски самолетоносачи от типа „Клемансо“. Предполагаемите свръхзвукови СВИК Як-141 за замяна на Як-38 на палубите на крайцерите от проекта 1143 така и не са доведени до готовност поради развала на СССР.